# Rhyacophila voccia
Rhyacophila voccia är en nattsländeart som beskrevs av Malicky och Chantaramongkol 1993. Rhyacophila voccia ingår i släktet Rhyacophila och familjen rovnattsländor. Inga underarter finns listade i Catalogue of Life.